# Lu Xun
Lu Xun (pinyin: Lǔ Xùn, Wade-Giles: Lu Hsün), författarnamn för Zhou Shuren, född 25 september 1881 i Shaoxing, Zhejiang, död 19 oktober 1936 i Shanghai, av många ansedd som den störste och mest inflytelserike kinesiske författaren och samhällskritikern under 1900-talet.
Han var en förkämpe för litteratur skriven på talspråk (till skillnad från klassisk kinesiska), esperanto, och också verksam som översättare, framför allt från ryska. Starkt kritisk till Kinas konfucianska tradition utövade hans tankar stort inflytande inom Rörelsen för en ny kultur och Fjärde maj-rörelsen. Lu, som var aktiv i flera radikala tidskrifter, sympatiserade med de kinesiska kommunisterna, även om han aldrig gick med i deras parti. Mao Zedong var själv en trogen beundrare av Lus verk. I Taiwan var hans verk däremot förbjudna fram till slutet av 1980-talet.

## Ungdom och studier
Lu Xun föddes i Shaoxing, i provinsen Zhejiang under namnet Zhou Zhangshu som han senare bytte till Shuren. Han kom från en aristokratisk familj på nedgång. Hans far dog 1897. Man hade förgäves försökt bota hans sjukdom med traditionell kinesisk medicin.
Han började först utbilda sig till ingenjör. Påverkad av sin fars öde reste han till Japan 1902 och började efter språkstudier först studera modern västerländsk medicin vid universitetet i Sendai 1904. Men han övergick till att studera litteratur, eftersom han ansåg att den var bästa sättet att "förändra själar".

## Författarskap
1903 for han tillbaka till Kina för att gifta sig med en ung flicka som hans föräldrar valt, men han kom aldrig att behandla henne som sin hustru. Han återvände till Japan tillsammans med sin bror Zhou Zuoren. Lu Xun gjorde översättningar, bland annat Jules Vernes science fiction från japanska och skrev sina första essäer på klassisk kinesiska. 1909 återvände han till Zhejiangprovinsen för att arbeta som lärare.
1912 blev han kallad av skolministern Cai Yuanpei till Peking som rådgivare. Denna tjänst gav honom mycket fritid, som han använde till forskning om den kinesiska litteraturen. 1920 började han ge kurser vid Pekings universitet och lärarhögskolorna. I maj 1918 publicerades hans novell "En dåres dagbok" (狂人日記) i tidskriften "Ny ungdom". Novellen var hans första verk på den moderna talspråkskinesiskan. 1923 utkom hans första novellsamling "吶喊" (Stridsrop). Hans andra novellsamling "彷徨" (På avvägar) utkom 1926. 1927 utkom en samling prosadikter, Vildgräs.
1930 deltog Lu Xun i grundandet av Vänsterförfattarnas förbund.

### Samlade verk
Lu Xuns samlade verk gavs ut redan 1938. Den idag vanligen använda utgåvan är Folkets förlags (Renmin chubanshe) från 1981 i sexton volymer.
- Wikisource har originalverk som rör Lu Xun.